# Playa de Torrecarbonera
La playa de Torrecarbonera es una playa situada en la localidad de San Roque en la comarca andaluza del Campo de Gibraltar en España. Esta pequeña playa de 1350 metros de longitud y unos 50 metros de anchura media se sitúa en los alrededores de punta Mala en la vertiente mediterránea de la costa del Campo de Gibraltar. Al estar situada en una zona casi totalmente despoblada el estado de conservación de la playa y de su entorno más inmediato es muy bueno. Los accesos tanto a pie como en vehículo no son sencillos y por ello durante el verano los turistas prefieren acudir a otras playas más accesibles. No posee servicios básicos de recogida de basuras diaria, duchas, aseos o acceso a minusválidos.
En el verano de 2010, esta playa ha sufrido evacuaciones debido a la presencia de tiburones en sus aguas.